# Lithophane lilacina
Lithophane lilacina là một loài bướm đêm trong họ Noctuidae.